# Богоявленский храм (Ляли)
Богоявле́нский храм — приходской храм Сыктывкарской епархии Русской православной церкви в деревне Ляли в Княжпогостском районе Республики Коми. Главный престол храма освящён в честь Богоявления.
Памятник архитектуры середины XIX века. Храм находится на берегу реки Выми в центральной части деревни.

## История храма
В ведомостях «О церквях и священниках Яренского уезда» 1798 года сообщается о двух ляльских храмах, которые «8 мая сего (1798) года погорели». Согласно клировой ведомости ляльской Богоявленской церкви за 1907 год, ныне существующий каменный храм был построен в 1852—1856 годах вместо деревянной. Высота храма до креста главного купола составляет 47 м.
По словам старожилов деревни Ляли, в 1929 году храм был закрыт и его первый этаж превращён в зернохранилище. Постановлением Совета министров Коми АССР № 420 от 23.10.1969 здание храма было признано объектом культурного наследия регионального значения, однако мер по обеспечению сохранности здания не предпринималось. В конце 1970-х годов в шпиль колокольни Богоявленского храма ударила молния, начался пожар. В огне сгорела половина полов яруса звона, значительная часть кровельного покрытия, из-за чего обрушилась часть свода трапезной второго этажа. В начале 1980-х годов здесь случился очередной пожар. Огонь уничтожил полы трапезной, храма и алтаря летнего храма. Оказались полностью утраченными иконостасы летней и зимней церквей, рамы на окнах, лестницы.
В 1992 году здание было передано в безвозмездное пользование православной общине, а постановлением Госсовета Республики Коми от 24.03.1999 № П-2/15 возвращено Сыктывкарской епархии Русской православной церкви.

## Архитектура
Богоявленский храм имеет три престола: в верхнем холодном храме — в честь Успения Божией Матери, в нижнем тёплом — во имя Богоявления и в честь святителя Николая Чудотворца. Фасады храма украшены карнизами, пилястрами, фигурными наличниками окон. Храм являет собой провинциальный образец классической храмовой архитектуры, отличающийся чёткими пропорциями, стройным и лёгким силуэтом. Его особенностью является применение новых для середины XIX века элементов в оформлении декора фасадов, характерных для нарождающегося «русского стиля» в архитектуре. Храм украшен ширинками (прямоугольные углубления в стене), а также килевидными и волютообразными каменными наличниками.

## Современное состояние храма
В 2019 года настоятелем Богоявленского храма в Лялях был назначен иерей Владимир Левичев. В 2020 году были начаты работы по предотвращению влияния атмосферных осадков. В 2021 году работы продолжились: шашечной металлической кровлей покрыт центральный купол, вокруг храма была установлена ограда. 5 июня 2021 года архиепископом Сыктывкарским Питиримом были освящены крест и купол, после чего была произведена их установка и закрепление на световом барабане.

## Духовенство
Настоятель храма — иерей Владимир Левичев.